# あねかえし
あねかえしは、岐阜県飛騨地方南部の下呂市萩原地区で、伝統的に作られている餅菓子。

## 概要
米粉とよもぎを練り混ぜて作った生地に、小豆の餡をくるんだ餅菓子である。飛騨方言で「こねる」ことを「あねる」と言い、ひっくり返しながら生地をこねる作り方から「あねかえし」という名がついたとされる。よもぎが取れる春にしか食べることができない貴重な菓子である。地元のスーパーマーケットや和菓子屋等で、4月下旬から6月下旬頃にかけて販売されている。